# Dilara Bağcı
Dilara Bağcı (Ankara, 2 de febrer de 1994) és una jugadora de voleibol turca. Bağcı inicia jugar voleibol a l'edat 9. En la seva carrera esportiva professiona, que inicia al İlbank des del 2012 pertanya a Eczacıbaşı SK. El seu club la va donar en renta a Bursa Büyükşehirspor (2012-2013), i a Nilüfer Belediyespor (2013-2014), ambdós equips de Bursa, perquè guanyés experiència. La temporada 2014-2015 torna al seu equip, Eczacıbaşı. L'any 2015 Eczacıbaşı va ser campió de la Lliga de Campions d'Europa i també del Campionat Mundial de Clubes. Bağcı torna a Nilüfer Beleditespor el 2016.
A la selecció nacional turca, el 2011 va ser campiona d'Europa i Mundial sub-18, i va ser elegida millor libero en ambdós torneos (i també millor contra-serviu del ultim torneig). El 2012 va guanyar medalla d'or amb la selecció nacional campiona d'Europa sub-20, també es designada millor libero.